# Staurogyne parvicaulis
Staurogyne parvicaulis är en akantusväxtart som beskrevs av B. Hansen. Staurogyne parvicaulis ingår i släktet Staurogyne och familjen akantusväxter. Inga underarter finns listade i Catalogue of Life.